# عقد 1310 هـ
عقد 1310 هـ هو الفترة بين عام 1310 إلى 1319 في التقويم الهجري، أي العشر سنوات الثانية من القرن الرابع عشر الهجري.